# Фельдъегерь
Фельдъе́герь (нем. Feldjäger, от Feld — «поле» и Jäger — «охотник, стрелок») в РФ — военный или правительственный курьер, нарочный (по-старому — гонец). В некоторых армиях — член военной полиции.

## Фельдъегерские службы по государствам

### Россия
В РФ «фельдъегерем» считается военный или правительственный курьер, обеспечивающий доставку важных, преимущественно секретных, документов. В настоящее время Фельдъегерская служба подчиняется напрямую президенту РФ. На основании постановления правительства РФ от 29 октября 1996 года, ежегодно 17 декабря отмечается День сотрудников Государственной фельдъегерской службы. Сотрудники имеют право применять оружие (огнестрельное, холодное).
В соответствии со статьей 9 федерального закона от 17.07.1999 N 176-ФЗ «О почтовой связи» в РФ действуют 3 вида фельдъегерской связи:
- специальная связь федерального органа исполнительной власти, осуществляющего управление деятельностью в области связи;
- федеральная фельдъегерская связь;
- фельдъегерско-почтовая связь федерального органа исполнительной власти в области обороны.

### Германия
В современных условиях фельдъегери (Feldjäger) — это подразделение военной полиции вооружённых сил Германии. Эмблемой данного подразделения является исторический символ «Ордена Чёрного орла» с надписью Suum cuique.

#### История
Впервые фельдъегери появились в 1742 году в Пруссии. С середины XIX  века до окончания Второй мировой войны в Германии существовала Полевая жандармерия (Feldgendarmerie), ставшая прототипом современных фельдъегерей.
Первое подразделение фельдъегерей Бундесвера было создано 6 октября 1955 года, тогда был издан указ о создании учебного центра военной полиции в бывшем госпитале Люфтваффе в Андернах. Изначально был замысел назвать такое подразделение Бундесвера «военной полицией» (Militärpolizei), но из-за желания отдельных федеративных подразделений уже в 1956 году им было присвоено название Feldjäger.

#### Задачи
30 круглосуточно работающих опорных пунктов фельдъегерской службы расположены по всей территории Германии, чтобы обеспечивать связь между служащими, когда им это необходимо. У них есть номер международного экстренного телефона (01803-90 9999), так что военнослужащие Бундесвера могут связаться с ближайшей фельдъегерской службой когда угодно. На фельдъегерскую службу также возложены такие задачи, как поддержание дисциплины и порядка, контроль над передвижением военного транспорта, охранные и сопроводительные операции и расследования.